# Ridne (obwód charkowski)
Ridne (ukr. Рідне) – wieś na Ukrainie, w obwodzie charkowskim, w rejonie iziumskim, w hromadzie Barwinkowe. W 2001 liczyła 632 mieszkańców.